# ديلان أرمسترونغ
ديلان أرمسترونغ (بالإنجليزية: Dylan Armstrong)‏ هو دافع ثقل كندي ولد في يوم 15 يناير 1981 في مدينة كاملوبس في كندا، أبرز إنجازاته هو فوزه بالميدالية البرونزية في دورة الألعاب الأولمبية الصيفية 2008 في بكين، كما فاز بالميدالية الفضية في بطولة العالم لألعاب القوى 2011 في دايغو في كوريا الجنوبية وبميدالية برونزية في بطولة العالم لألعاب القوى 2013 في موسكو، يعتبر حامل رقم كندا القياسي برمي الجلة بمسافة 21.04 متر. وهو متزوج من رامية الجلة الروسية إيفيجينيا كولودكو.

## روابط خارجية
- ديلان أرمسترونغ على موقع الاتحاد الدولي لألعاب القوى (الإنجليزية)
- ديلان أرمسترونغ على موقع الدوري الماسي (الإنجليزية)
- ديلان أرمسترونغ على موقع اللجنة الأولمبية الدولية (الإنجليزية)
- ديلان أرمسترونغ على موقع أوليمبيديا (الإنجليزية)
- ديلان أرمسترونغ على موقع اتحاد ألعاب الكومنولث (مؤرشف) (الإنجليزية)